# Лембиту
Лембиту или Лембит (ест. Lembitu, Lembit, Lembitt, Lambite, Lambito, Lembito, Lembitus; погинуо у околини данашњег Виљандија 21. септембра 1217) био је средњовековни естонски владар Сакале и један од најважнијих естонских лидера у борбама против крсташа Ливонског братства мача. Једини је естонски владар из периода пре крсташких ратова о коме постоје детаљнији подаци захваљујући хроникама Хенрика Летонског. 
Лембиту се у писаним изворима први пут помиње 1211. као вођа војске која је поразила крсташке витезове на подручју естонске државе Сакале. Године 1215. крсташи су успели да заузму Лехолу, престоницу Сакале (у близини данашњег града Суре-Јани) и да заробе Лембитуа. Након што је пуштен на слободу две године касније, Лембиту је успео да уједини естонске државице, склопи савез са Новгородском Републиком и са око 6.000 војника покрене поход против крсташа. Погинуо је у бици са крсташима код Виљандија 21. септембра 1217. године. 
У савременој естонској историографији сматра се националниом херојем, а бројне улице и тргови у естонским градовима носе његово име.